# Leonore (Illinois)
Leonore es una villa ubicada en el condado de LaSalle en el estado estadounidense de Illinois. En el Censo de 2010 tenía una población de 130 habitantes y una densidad poblacional de 563,97 personas por km².

## Geografía
Leonore se encuentra ubicada en las coordenadas 41°11′20″N 88°58′56″O / 41.18889, -88.98222. Según la Oficina del Censo de los Estados Unidos, Leonore tiene una superficie total de 0.23 km², de la cual 0.23 km² corresponden a tierra firme y (0%) 0 km² es agua.

## Demografía
Según el censo de 2010, había 130 personas residiendo en Leonore. La densidad de población era de 563,97 hab./km². De los 130 habitantes, Leonore estaba compuesto por el 100% blancos, el 0% eran afroamericanos, el 0% eran amerindios, el 0% eran asiáticos, el 0% eran isleños del Pacífico, el 0% eran de otras razas y el 0% pertenecían a dos o más razas. Del total de la población el 0% eran hispanos o latinos de cualquier raza.